# Antonio Gismondi
Antonio Luigi Ignazio Gismondi (Spoleto, 29 luglio 1867 – Roma, 6 gennaio 1944) è stato un magistrato e politico italiano.

## Biografia
Entrato in magistratura nel 1893 a Roma, al termine del periodo di uditorato è nominato vice-pretore del 3º mandamento della capitale. Passa in seguito ai mandamenti di Palazzolo, Caramanico e Palena. Tra il 1898 e il 1901 è assegnato al tribunale di Velletri come aggiunto giudiziario ed applicato al Ministero di Grazia e giustizia, carica che mantiene fino al 1904. Nominato pretore nel 1901 è assegnato alle preture di Gangi e di Roma (II sezione urbana). Nove anni dopo, passato nel frattempo giudice, è sostituto procuratore del Re a Messina e Cosenza e applicato di I classe alla procura generale d'appello di Roma con funzioni di sostituto procuratore generale. Sostituto procuratore a Catanzaro (1919) e Bologna (1921), consigliere di corte d'appello e di cassazione a Roma, nella fase finale della sua carriera è procuratore generale della Corte d'appello dell'Aquila, procuratore generale della Corte d'appello di Firenze, procuratore generale onorario presso la Corte di cassazione.
Ha fatto parte del comitato per il progetto preliminare, della commissione ministeriale e del comitato per la redazione del progetto definitivo di riforma del codice penale.

## Opere
- L'azione penale nei fallimenti. Trevi : G. Fratini, 1893
- Oltraggio contro l'autorità, in Enciclopedia giuridica italiana. 1907
- Il nuovo codice di procedura penale italiano. Milano : Società Editrice Libraria, 1917
- Codice di procedura penale annotato in base alle Relazioni ministeriali e parlamentari, e ai risultati della dottrina e della giurisprudenza; con formulario e indice dei termini. Roma : Athenaeum, 1914.
- Della responsabilità penale dei direttori e preposti in genere per violazione delle leggi di tutela del lavoro, in Massimario di giurisprudenza del lavoro, ser. 2, a. 9. (1933).
- Sciopero contrattuale e sciopero di protesta, in Massimario di giurisprudenza del lavoro, ser. 2, a. 9. (1933), n. 11.  1933
- Le associazioni professionali e l'ordine dell'autorità in Massimario di giurisprudenza del lavoro, 2ª serie, a. 10, n. 8 (1934)
- Ancora della responsabilità penale dei preposti di un ente collettivo per la infrazione di leggi concernenti il lavoro, in Massimario di giurisprudenza del lavoro, ser. 2, a. 11 (1935), n. 11.
- La cosa giudicata penale nel commercio di prodotti industriali con marchi o segni distintivi contraffatti o imitati, in Annali di diritto e procedura penale, a. 4, fasc. 9 (1935)
- L'elemento soggettivo di inosservanza del contratto collettivo di lavoro, Massimario di giurisprudenza del lavoro, ser. 2, a. 11 (1935)
- Legittimazione dell'azione penale per azioni od omissioni dei preposti di una azienda, in Massimario di giurisprudenza del lavoro, 2. ser., a. 13, n. 11 (nov. 1937)
- Errore su una legge extrapenale e inosservanza delle norme disciplinanti il lavoro, in Massimario di giurisprudenza del lavoro, ser. 2, a. 14 (1938)
- Su i presupposti dei reati di sciopero e di serrata, in Massimario di giurisprudenza del lavoro, ser. 2, a. 15 (1939)
- La pubblica funzione nel Codice penale del 1930 ed in talune leggi speciali preesistenti, in Massimario di giurisprudenza del lavoro, ser. 2, a. 16, n. 1/2 (gen./feb. 1940)
- Ancora sull'essenza classista di reati di serrata e di sciopero, in Massimario di giurisprudenza corporativa, in ser. 3, a. 17 (1941), n. 1-2.